# Nemoscolus kolosvaryi
Nemoscolus kolosvaryi là một loài nhện trong họ Araneidae.
Loài này thuộc chi Nemoscolus. Nemoscolus kolosvaryi được Lodovico di Caporiacco miêu tả năm 1947.